# 孟加拉國鐵路
孟加拉國鐵路是孟加拉國的國營鐵路營辦商。營辦商負責營運和管理孟加拉境內所有鐵路。孟加拉鐵路由鐵道部和孟加拉鐵路局管理。。
孟加拉鐵路系統全長3600公里。2009年孟加拉鐵路有34,168名人員。2014年，孟加拉鐵路運送6500萬乘客和252萬公噸貨物。鐵路每年運送81.35億乘客公里和6.77億公噸公里。